# Eudonia stenota
Eudonia stenota là một loài bướm đêm trong họ Crambidae.